# Ghost Hunters
Pour l'émission de téléréalité américaine intitulée Ghost Hunters, voir Les Traqueurs de fantômes.
Ghost Hunters est un jeu de plates-formes écrit par les jumeaux The Oliver Twins et publié par Codemasters en février 1986 sur Amstrad CPC. Il est également porté et publié pour les plates-formes ZX Spectrum (1987) et Commodore 64 (1989),,,.